# HEMS
HEMS, acrónimo del inglés Helicopter Emergency Medical Service, es un helicóptero de servicio de emergencias médicas.
El uso de helicópteros para la evacuación y transporte sanitario en la medicina civil se popularizó tras la experiencia aportada por la medicina militar durante la guerra de Vietnam.

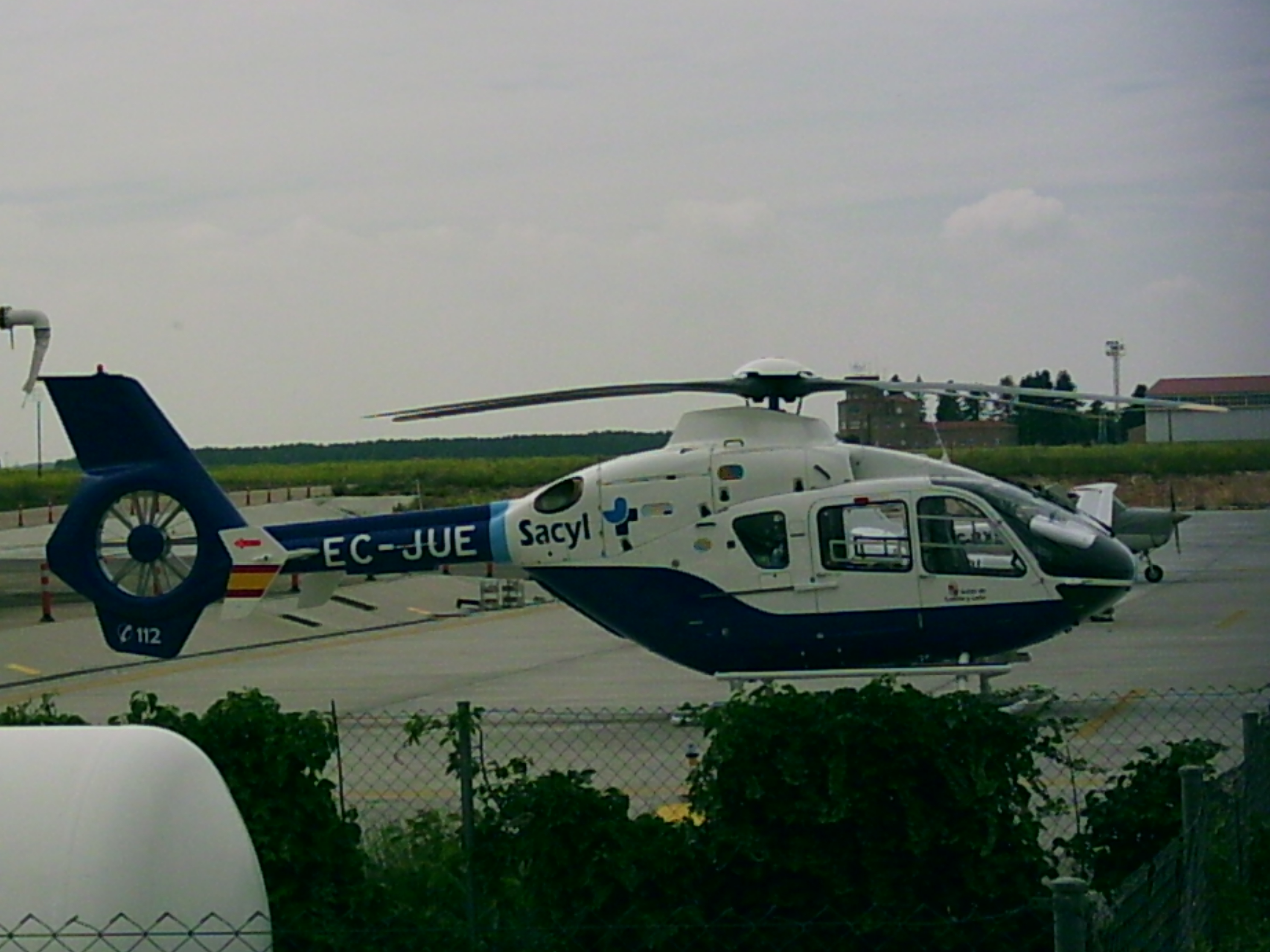
HEMS EC 135 de SACYL en Valladolid.

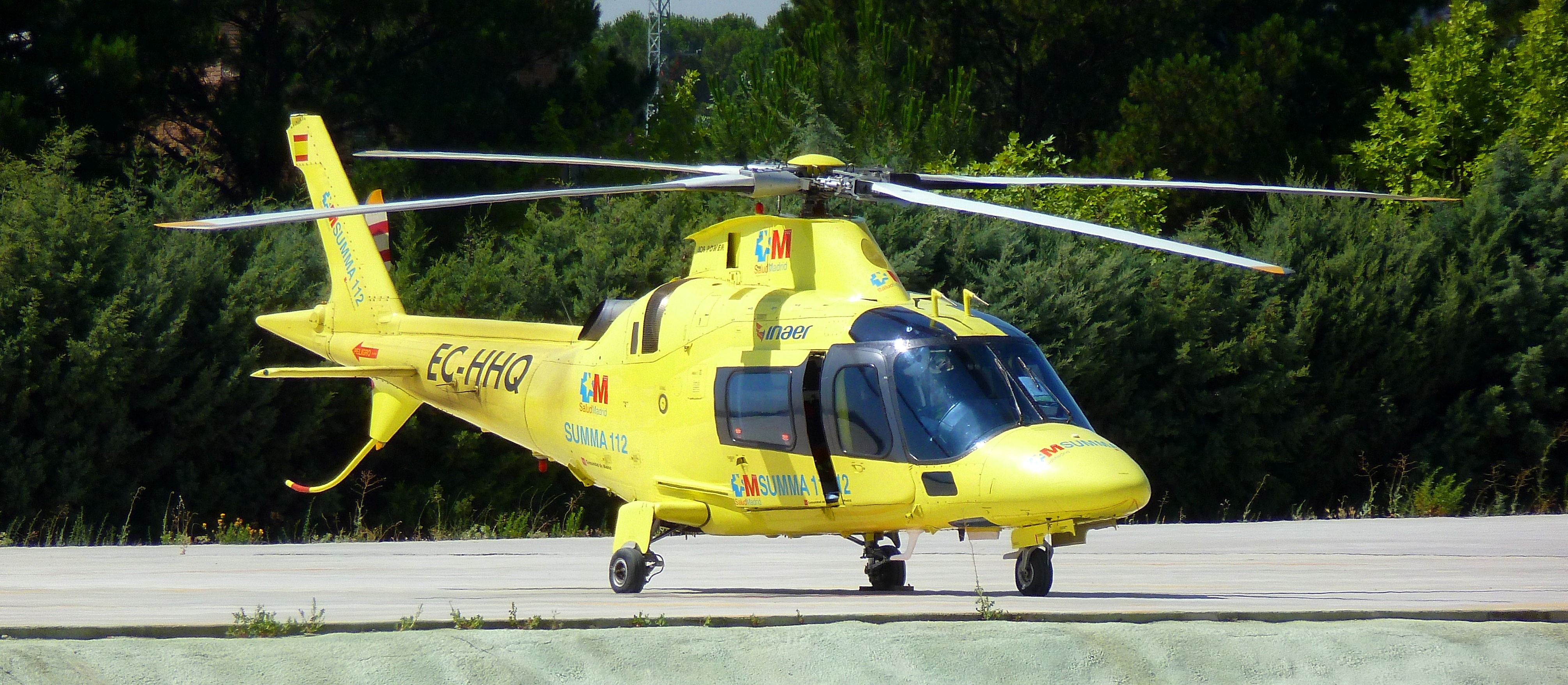
Agusta A-109E Power del SUMMA 112.

## HEMS en España
En España, los HEMS dependen de la Administración Autonómica, bien de los Servicios de Salud, bien de los de Protección Civil o Bomberos. Generalmente, la Administración subcontrata el servicio a empresas de helitransporte.
En un estudio de 2008, se habían identificado 35 HEMS en España.

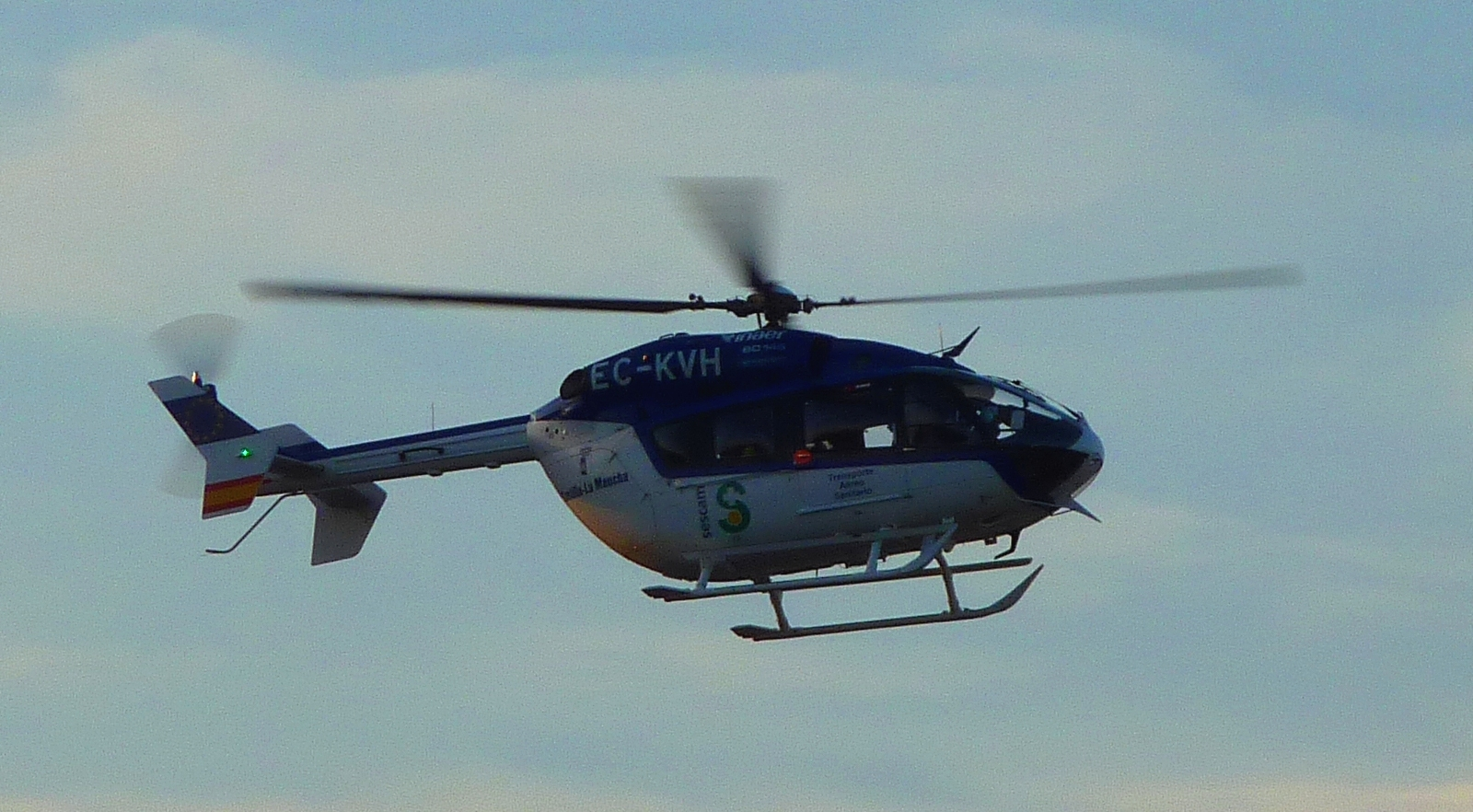
HEMS EC 145 del SESCAM Castilla-La Mancha.

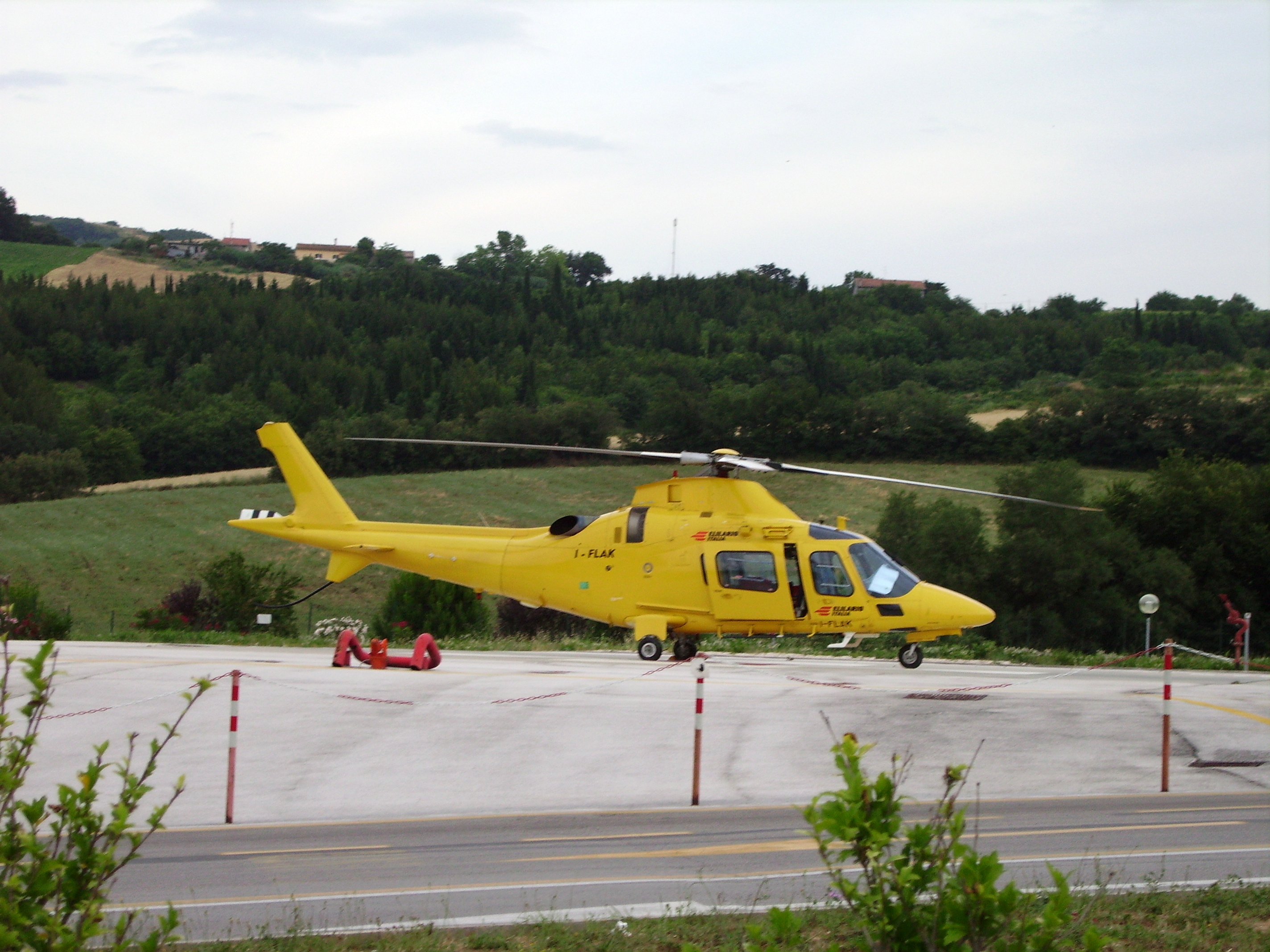
Agusta A109 HEMS Italia.

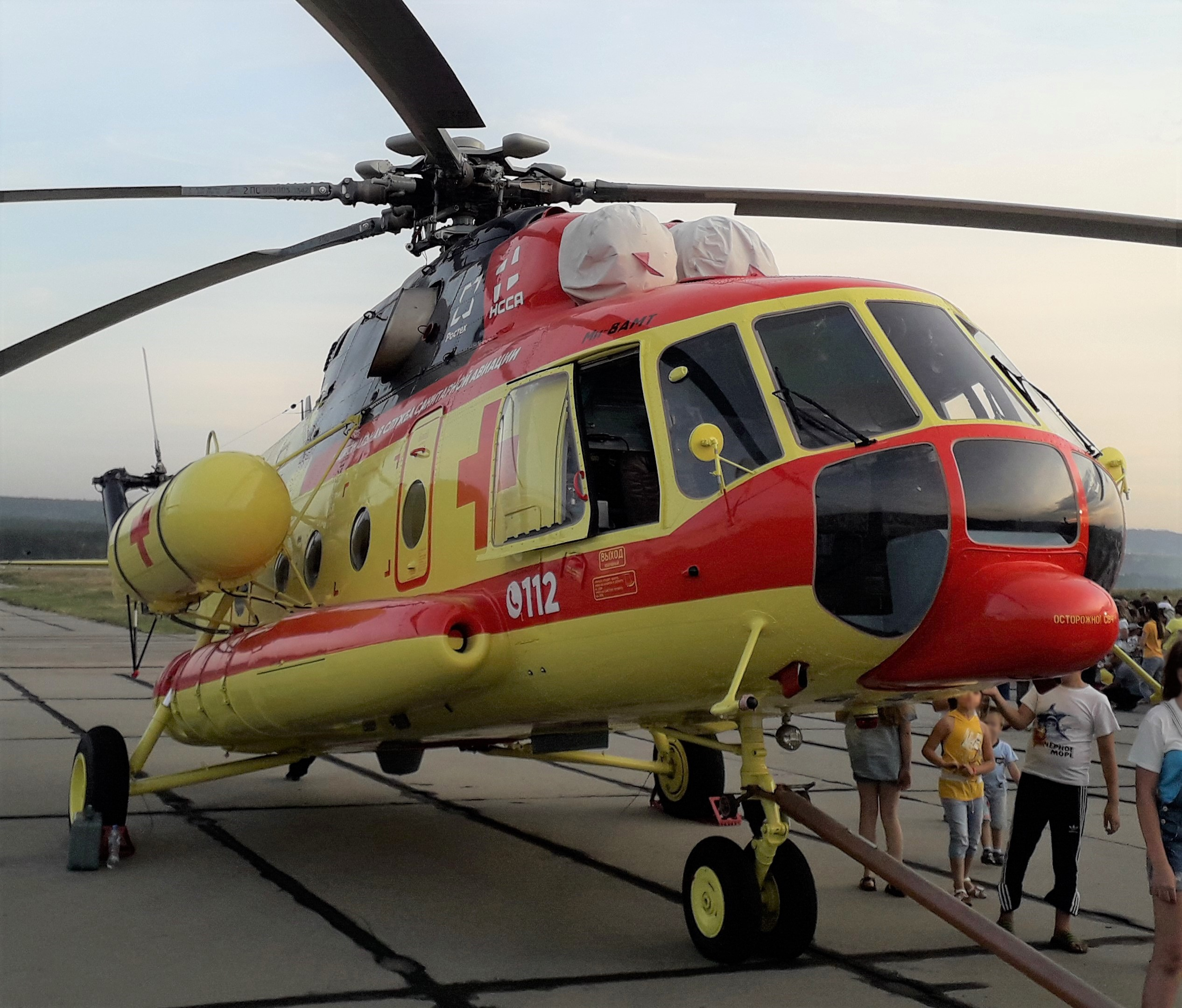
Helicóptero ambulancia Mi-8AMT

### Dotación de personal en los HEMS de España
- Piloto
- Tripulante HEMS - Copiloto
- Enfermero
- Médico
- Técnico en Emergencias Sanitarias

### Helicópteros más utilizados en los HEMS en España
- Agusta Westland A109/AW109
- Bell 212 y Bell 412
- Eurocopter EC 135 y EC 145
- Eurocopter AS 365 Dauphin

## HEMS en Portugal
En Portugal los HEMS dependen del INEM (Instituto Nacional de Emergência Médica). Cuenta con 5 helicópteros.

### Dotación de personal en los HEMS de Portugal
- 2 Pilotos
- Enfermero
- Médico